# Haninge Anchors HC

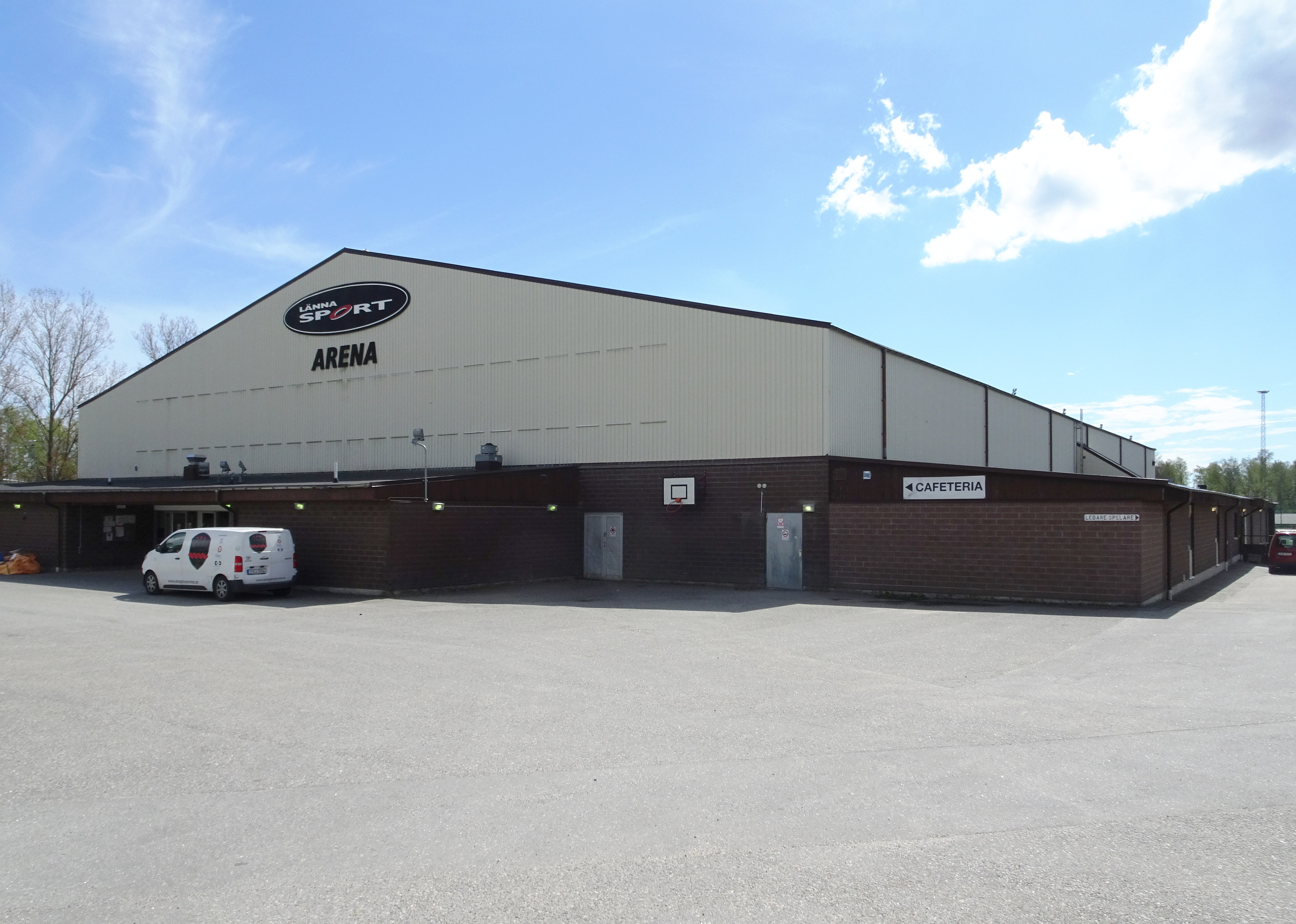
Länna Sport Arena

Haninge Anchors HC är en ishockeyklubb från Handen, Haninge kommun i Stockholm. Klubben spelar sina hemmamatcher i Länna Sport Arena på Torvalla sportcentrum.
Klubben grundades i maj 2013 genom en sammanslagning av Haninge-baserade klubbarna Haninge HF, Vendelsö IK och Västerhaninge IF (Västerhaninge IF Ishockey). Haninge Anchors HC spelade första säsongen, 2013/2014, i Division 2, den liga som Haninge HF spelade i vid sammanslagningen. Den nya klubben gick direkt upp i Hockeyettan och spelade där säsongen 2014/2015, 2015/2016 och 2016/2017. Den 1 september 2017 meddelade Licensnämnden för Hockeyettan att man inte beviljade klubben elitlicens för säsongen 2017/2018. Istället flyttas man ner till Hockeytvåan. Föreningen tappade dock för många spelare till kvarvarande lag i Hockeyettan och tvingades därför dra sig ur även Hockeytvåan. Till säsongen 2018/2019 återkom man med ett nytt A-lag som fick dispens att börja spela direkt i Hockeytvåan.